# Rosa Ascaso
Rosa María Ascaso (auch: Cavanna Ascaso) ist eine ehemalige rhythmische Sportgymnastin aus Spanien.

## Sportliche Karriere
Die Sportlehrerin Ascaso nahm gemeinsam mit ihren Landsfrauen Isabel Benavente und Rosa Jiménez an den ersten Weltmeisterschaften der Rhythmischen Sportgymnastik im Dezember 1963 in Budapest teil. Bei der Übung ohne Handgerät belegte die Spanierin den 26. Rang, bei der Übung mit Handgerät den geteilten 25. Rang unter 28 Teilnehmerinnen; im Einzelmehrkampf kam Ascaso auf den 26. Platz. 1973 wurde sie zur ersten Präsidentin des Technischen Komitees für die Rhythmische Sportgymnastik.

## Teilnahme an internationalen Meisterschaften
- WM 1963 (Budapest): 26. ohne Handgerät (8,366), 25. mit Handgerät (8,700), 26. Einzelmehrkampf (17,066 Punkte)[1]